# Josefinos de Murialdo
La Congregación de San José (en latín: Congregatio S. Ioseph) es una congregación religiosa clerical, de la Iglesia católica, de derecho pontificio, fundada por Leonardo Murialdo en Turín (Italia), el 19 de marzo de 1873. Los miembros de esta congregación son conocidos como Josefinos de Murialdo y posponen a sus nombres las siglas: C.S.I.

## Historia

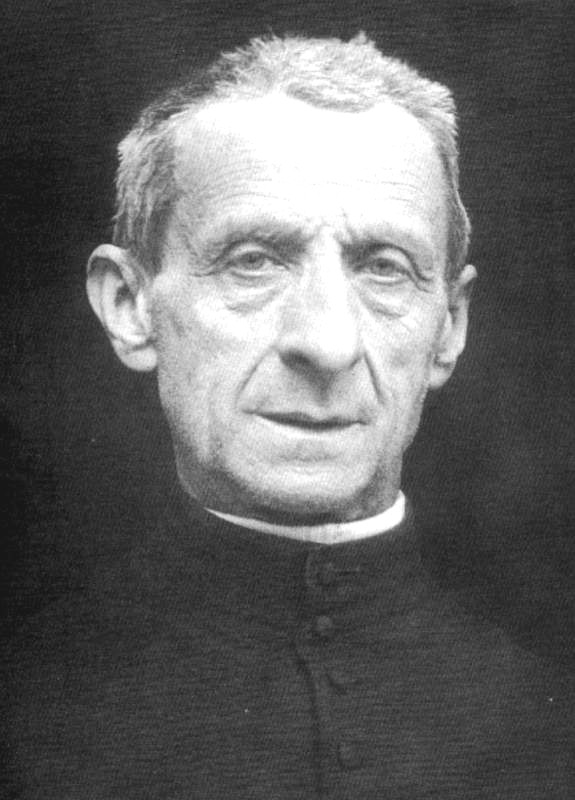
Leonardo Murialdo (1828-1900), fundador de la Congregación de San José.

### Origen
Leonardo Murialdo, sacerdote italiano, desde su ordenación (1851) se dedicó a la asistencia y educación de la juventud pobre en los diversos oratorios de Turín. Sin ingresar a la congregación de los salesianos, fue de gran ayuda, en la pastoral educativa de Don Bosco. En 1866 fue nombrado rector de la Opera degli Artigianelli, fundada por Giovanni Cocchi, para la educación cristiana y la formación profesional de los jóvenes pobres y abandonados. Durante su gobierno, Murialdo enriqueció la obra con la colonia agrícola y de una casa para los jóvenes trabajadores. El sacerdote turinese, en 1871, promovió la primera asociación católica obrera de Turín y fundó el periódico La voce dell'operaio, «La voz del obrero», (actual la revista La voce del popolo de la Arquidiócesis de Turín).

### Fundación y aprobación
Con el ideal de dar continuidad a las obras desarrolladas por él, Murialdo, el 19 de marzo de 1873, fundó en el colegio Artigianelli, la Congregación de San José. A esta nueva obra, dedicó los últimos años de su vida. Con la ayuda de Eugenio Reffo, redactó los primeros textos legislativos del instituto. La congregación obtuvo el pontificio decreto de alabanza, el 7 de mayo de 1890, y sus constituciones fueron aprobadas definitivamente por la Santa Sede el 1 de agosto de 1904.

### Expansión
Fue bajo el gobierno de los sucesores de Murialdo que la congregación conoció su expansión fuera de Italia. En 1904 se abrieron las primeras escuelas agrarias y de arte en Cirenaica (región que en la actualidad pertenece a Libia). En 1915 llegaron a Brasil y en 1922 a Ecuador. A Argentina llegaron en 1935, de donde saltó a Chile y Estados Unidos (1949).
El fundador fue beatificado en 1963 por el papa Pablo VI y canonizado por el mismo pontífice en 1970.

## Características
Leonardo Murialdo quiso poner la nueva Congregación bajo el patrocinio de san José por la veneración que profesaba a este santo. Lo propone como el modelo en el cual los Josefinos deben inspirarse, sobre todo para llevar adelante estos principios: obediencia a la voluntad del Padre con espíritu de fe; opción evangélica por una vida pobre, escondida y laboriosa; espíritu de familia vivido en la humildad, en la caridad y en la acogida hacia todos, especialmente hacia los más desfavorecidos; y compromiso directo en la formación de los jóvenes (a imitación de San José, que educó a Jesús). Tradicionalmente, los Josefinos llaman a san José como nuestro santo.

## Actividades y presencias

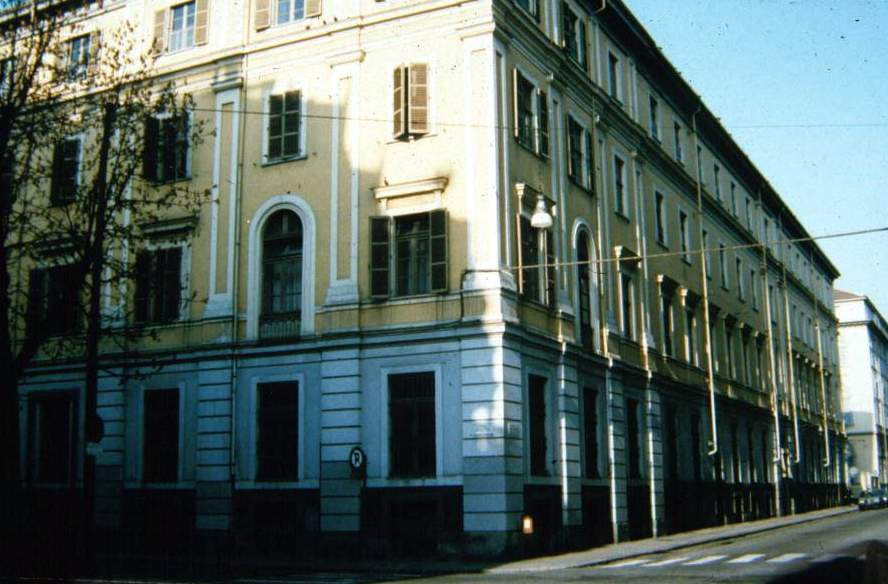
El Colegio Artigianelli, fundado en 1849 por Giovanni Cocchi en Turín (Italia), fue el lugar donde Leonardo Murialdo dio inicio a la congregación.

Los Josefinos de Murialdo desarrollan sus actividades en colegios, centros juveniles, parroquias, centros de formación profesional, misiones, entre otras obras pastorales. Se dirigen particularmente a los jóvenes, especialmente a los más pobres, y trabajan por su educación integral. Dedican una atención especial al mundo del trabajo, a los jóvenes trabajadores y a su formación.
En 2011, la Congregación de San José contaba con unos 599 religiosos, de los cuales 427 sacerdotes, y 107 casas, presentes en Albania, Argentina, Brasil, Chile, Colombia, Ecuador, España, Estados Unidos, Ghana, Guinea Bissau, Italia, México, Rumanía y Sierra Leona. La curia general se encuentra en Roma y su actual superior general es el religioso brasileño Nadir Poletto.

## Familia Murialdo
Todos los institutos que beben del carisma y obra de Leonardo Murialdo, se han reunido en familia espiritual para compartir ideales y obras, se llaman a sí mismo la Familia Murialdina. Aparte de la Congregación de San José, pertenecen a la familia las Murialdinas de San José, el Instituto Secular Murialdo, los Laicos Murialdinos y otros movimientos o grupos de laicos que se acogen a la espiritualidad de Murialdo y los josefinos, tales como los exalumnos y la Asociación de Madres Apostólicas.

## Josefinos destacados
Leonardo Murialdo (1828-1900), santo; religioso italiano, fundador de la congregación. Fue beatificado y canonizado por el papa Pablo VI, en 1963 y 1970, respectivamente.
- Giovanni Schiavo (1903-1967) beato; religioso italiano, misionero en Brasil. Fue beatificado por el papa Francisco el 28 de octubre de 2017.
- Eugenio Reffo (1843-1925) venerable; religioso italiano, considerado cofundador del instituto. Fue declarado venerable por el papa Francisco el 12 de junio de 2014.
- Luigi Casaril (1883-1980); religioso italiano, superior general del instituto y fundador de las Murialdinas de San José.